# إمتا
إمتا أو نيبيا كان حاكمًا جوتيًا في مملكة سومر. عاش في أواخر الألفية الثالثة قبل الميلاد.  ، كان الملك إمتا خليفة للملك إيريدوبيزير، ثم خلفه بعد موته الملك إينكيشوش.
| سبقه {{{سبقه}}} | {{{العنوان}}} {{{الأعوام}}} | تبعه {{{تبعه}}} |